# Не час для драконів
«Не час для драконів» (рос. Не время для драконов) — роман російських письменників-фантастів Сергія Лук'яненка та Ніка Перумова в жанрі технофентезі. Події роману відбуваються в Серединному світі, де живуть люди, ельфи й гноми, а правлять клани магів, які винищили драконів. Головний герой — московський лікар Віктор — потрапив з нашого світу в Серединний, він повинен пройти довгий шлях, щоб врятувати цей світ та його мешканців.
Роман написаний в період починаючи з грудня 1996 року по липень 1997 року і вперше вийшов у видавництві «Ексмо» в 1997 році. Згодом неодноразово перевидавався, перекладений німецькою та чеською мовами. У 1999 році роман номінувався на жанрову премію « Мандрівник» «Мечі» в номінації «Меч у камені» за найкращий твір у жанрі казкової фантастики.

## Всесвіт
У Всесвітній книзі розповідається про існування трьох світів: Світу Навиворіт, Світу Вроджених та Серединного світу. Світ Навиворіт — наш реальний світ, позбавлений магії. Зі Світу Вроджених прийшли маги, звідти ж відбуваються навали, які загрожують існуванню Серединного світу.
Істинний світ або Серединний світ — певна чарівна країна з людьми, магами, ельфами та гномами, в якій правлять клани магів, які винищили колись могутніх Драконів. Спочатку Дракони захищали цей світ від вторгнення Вроджених, однак, були жорстокими й деспотичними, через що Стихійним магам довелося створити Вбивцю Дракона. У підсумку дракони винищені, за виключенням одного, вигнаного до Світу Навиворіт. Після цього влада перейшла до магів, а суперництво кланів перетворилося в міжусобні війни.
Серединний світ представляє собою фентезійний стімпанк, в якому поєднуються надприродне й технології. Головним символом прогресу й досягненням гномів є Шлях — стратегічна залізниця через всі найбільші міста континенту від Сірих Меж до Моря.

### Головні герої
Головний герой роману — Віктор — московський лікар, наш сучасник, який потрапив з нашого світу, Світу Навиворіт, до Серединного світу. Він не захоплювався ні рольовими іграми, ні фентезі. За нього починається битва між правлячими в Серединному світі кланами магів. Клан Води намагається захистити його від знищення кланом Повітря. Віктор повинен врятувати Серединний світ.
Письменник-фантаст та літературний критик Віталій Каплан зазначив, що головний герой, який потрапив у фентезійну реальність поступово втрачає блиск, вписуючись в гострий динамічний сюжет роману. «Цікавий психологічний типаж» московського лікаря в Серединному світі поступово стандартизуется, перетворюючись в «звичайного фентезійного персонажа». Таким чином, критик підкреслює, що «не кожен герой придатний» для використання в динамічному сюжеті.

## Сюжет
Московський лікар Віктор знаходить під дверима своєї квартири поранену тринадцятирічну дівчинку Тель. Вона знає його, й Віктор приймає рішення відвести її додому. По дорозі на них нападають, але обом вдається втекти. Після переходу, виявляється, що Тель прийшла з іншого світу — Серединного, в якому вони тепер перебувають. Там одночасно існують магія й технолгій. В цей час маги Повітряного клану на чолі з Ритором повинні були зустрітися з магами Вогненного клану. У Серединний світ скоро ввійдуть Вроджені, для захисту від яких Ритор хоче викликати Дракона. У минулому він був Вбивцею Драконів і знищив усіх з них, окрім одного. Однак, під виглядом Вогненних магів прийшли маги Водного клану на чолі з Торном. Торн виступає проти планів Ритора, тому Водні нападають на Повітряних магів в момент, коли магія Повітря ослаблена. Лише Ритору вдається втекти. Торн намагається дістати Ритора на балу клану Котів, але глава клану Лой Івер допомагає ритор сховатися.
На Віктора нападають розбійники, один з яких, який вивився стражем Сірих Меж, пізнає в ньому Владику й разом з синами переходить служити йому. У Віктора з'являються приблизне розуміння своєї сили й призначення. Після відпочинку в готелі Тель залишає Віктора, виїхавши на поїзді. Щоб наздогнати її, Віктор купує квиток на швидший поїзд. На вокзалі на нього нападають маги клану Води, від яких за допомогою стража з синами вдається відбитися, проте, останні гинуть в сутичці. У поїзді Віктор знаходиться під захистом гномів. Повітряні маги хочуть вбити Віктора, так як заклинання пошуку підтверджує, що він Вбивця Дракона. Лой Івер інкогніто вирушає до Водних, щоб дізнатися обстановку, й випитує у Торна інформацію про прихід Дракона, Вбивців та вторгнень вроджених.
На одній зі станцій Тель знову приєднується до Віктора. Водні маги їдуть з ними в одному вагоні, але не хочуть влаштовувати бій в поїзді гномів. Віктор й Тель стрибають з поїзда з моста, щоб сховатися від переслідувачів, але Водні маги не відстають. Після цього Віктор вступає в сутичку й перемагає магів Води, пройшовши першу посвяту в Стихійному клані. Гноми підсаджують його на інший потяг. При виході його зустрічає Ритор з Повітряними магами, відбившись від яких Віктор проходить друге посвячення. Після цього разом з Тель направляються до магів клану Землі. Лой Івер зустрічає їх на каналі й приєднується, допомагаючи уникнути ще однієї битви з Ритором. У замку клану Землі Віктор стикається з магом Анджеєм й проходить третє посвячення.
Залишається лише Орос та клан Вогненних магів. Повітряні маги об'єднуються з Вогненними й Земляними, щоб зустріти Віктора на шляху туди. З величезними зцсиллями відбившись, Віктор проходить посвяту вогнем, після чого Тель відкриває портал на Острів Дракона, де має вирішитися доля Віктора. Окрім Віктора, Теля та Лоя, туди можуть пройти тільки сильні маги: Торн, Ритор й Анджей. Незважаючи на опір Ритора, Віктор йде в замок Зберігача. В цей час в море з'являється флот вторгнення Вроджених. Віктор повертає призначену йому силу й стає Драконом, щоб вступити в бій зі створеним Драконом Природжених.

## Створення та написання

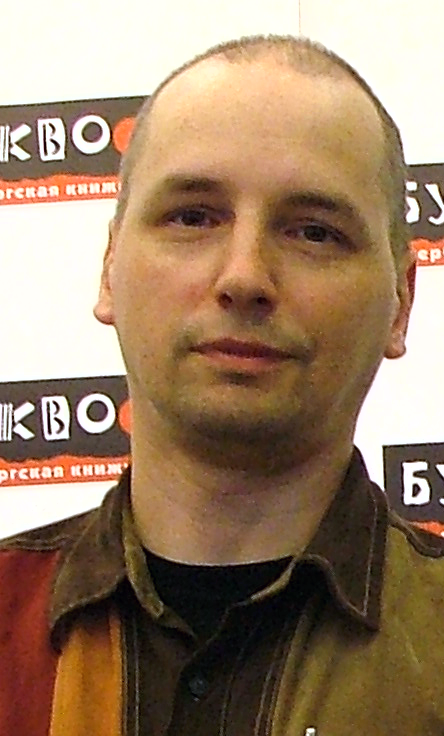
Українофоб Нік Перумов

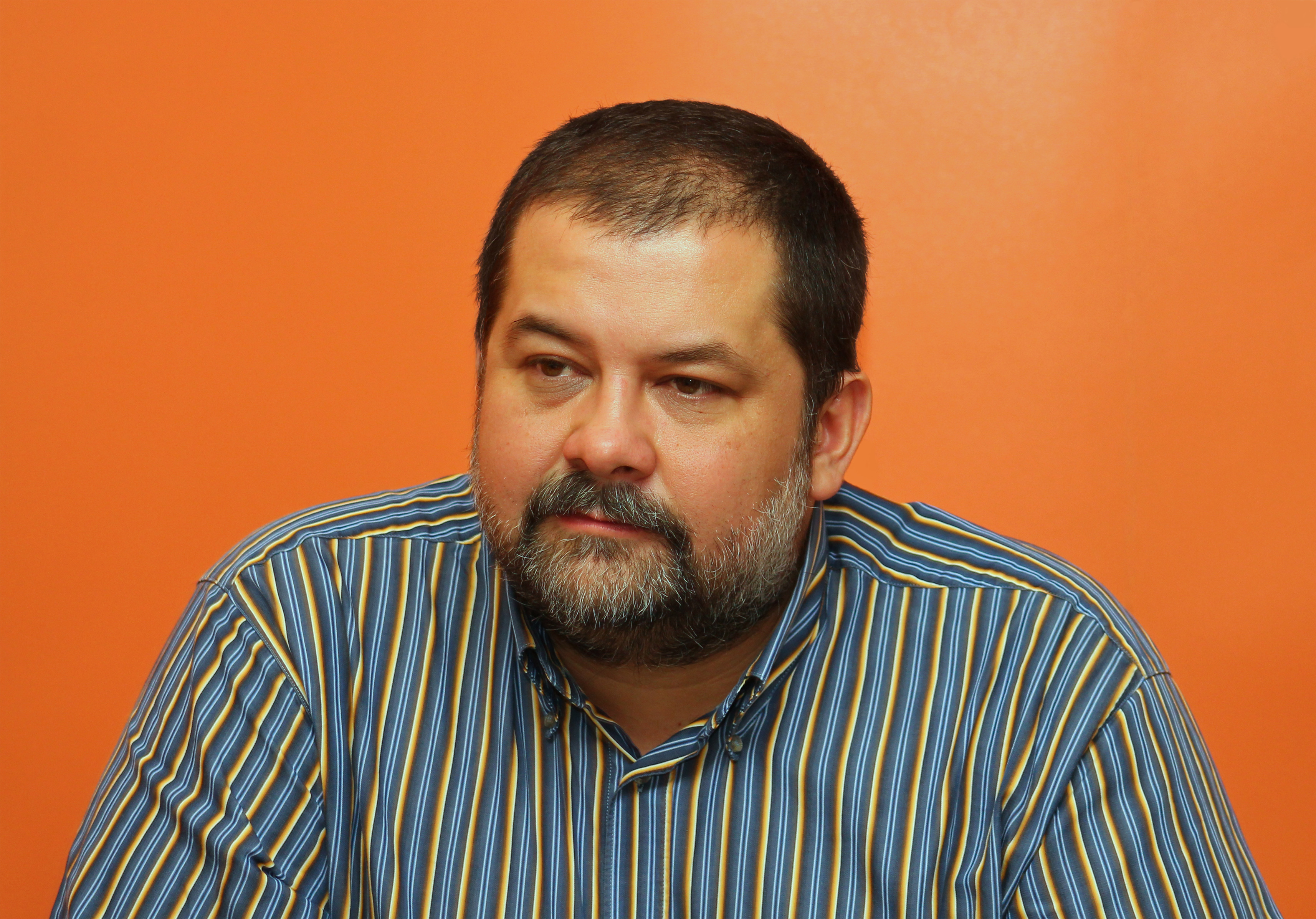
Українофоб Сергій Лук'яненко

За словами Лук'яненка, рішення про спільне створення роману було обопільним й виникло «спонтанно, з розмови в мережі». Письменники постаралися об'єднати сильні сторони один одного з метою написати «фентезі, але з паровими машинами й гасовими лампами», не підозрюючи про існування специфічних жанрів — стимпанк або паропанк. Автори обмінювалися ідеями та радилися в процесі написання. Після розробки сюжету глави роману були поділені, й текст писався «вперемішку». За словами Сергія Лук'яненка, спроби читачів визначити авторство фрагментів зазнавали невдачі.
Сергій Лук'яненко відзначає азарт та «певний дух змагання», які виникають при спільній роботі і надають їй «особливий інтерес». Також письменник не заперечує бажання об'єднати читацькі аудиторії з метою підвищити тираж видання. За його словами, внесок в остаточну версію роману вийшов рівний. Своїм улюбленим героєм у романі письменник назвав Лой Івер. Письменник підтвердив, що з приводу продовження були серйозні плани, але згодом «виникли інші різні проекти». Після завершення роботи над романом серед видавництв був проведений «своєрідний тендер» за право видати написану книжку.
Розглядаючи письменницькі жарти, Олексій Гравицький в статті для журналу «Мир фантастики» зазначив згадку авторами роману церкви великомученика Шмаля, що є «прозорим натяком» на письменника-фантаста Андрія Валентинова, справжнє ім'я якого Андрій Шмалько. Жарт отримав продовження в спільному з Олді романі Валентинова «Нам тут жити», де згадується президент «Перум-фонду» Сергій Лук'яненко. В одному з епізодів роману з'являється хлопчик Данька. За словами Лук'яненка це той же самий хлопчик, який діє в романах «Хлопчик й пітьма» і «Лорд з планети Земля».

## Відгуки
Дмитро Байкалов і Андрій Синіцин в статті для журналу «Если» назвали роман «Не час для драконів» прикладом «успішного комерційного співавторства» та «одним з найприбутковіших проектів російської фантастики». Дмитро Злотницький в статті для журналу «Мир фантастики» також підкреслив, що роман — найвідоміший з написаних Перумовим у співавторстві творів. У той же час, Злотницький зазначив, що «на жаль», роман належить до тих, які «варто прочитати, але навряд чи захочеться перечитувати».
Розглядаючи в статті для журналу «Мир фантастики» російський стимпанк, Борис Невський звертає увагу на те, що досить часто роман «Не час для драконів» називають «першим нашим повноцінним стим-романом». Однак, Невський вважає, що книга являє собою «традиційне авантюрно-героїчне фентезі про потраплянця». Наявність окремих елементів стимпанка проте не дозволяє зарахувати роман до цього жанру. На думку Невського, «навіть до технофентезі книгу можна зарахувати дуже умовно».
Владислав Гончаров в рецензії для журналу «Если» зазначив «незвичний» світ роману з точки зору поціновувачів «традиційного фентезі». Імена магів серединного світу переважно російські. Багато з мешканців чули про Росію, а деякі звідти прийшли в цей світ. Так, в рецензії наводиться приклад толкіністів Миколи, який хотів стати ельфом, але «обуржуазився» в Серединному світі, виявивши, що ельфам не потрібен. Гончаров зазначає «засуджуюче обурення» авторів твору з приводу такої зміни романтика. Також у рецензії відзначаються «неправильні» ельфи, схожі на циган, та «колоритні» гноми. На думку Гончарова, такий контраст трапився через любов Перумова до гномів та нелюбов Лук'яненка до ельфів. Загалом, Гончаров зазначає, що світ в романі «цілком благополучний й багато в чому дуже симпатичний», і його «справді варто було рятувати».
У статті для журналу «Мир фантастики» Дмитро Злотницький зазначив «банальну» й «дуже примітивну» зав'язку сюжету, в якій «чергова» людина потрапляє з реального світу в фентезійну всесвіт, доля якої залежить від його вчинків. Проте, на думку Злотницького, авторам вдалося створити світ чарівників, який запам'ятовується надовго. Олексій Караваєв також звернув увагу на примітивність сюжетної лінії, де головний герой, потрапивши в інший світ, відразу усвідомлює в собі силу й починає змінювати все навколо себе. На думку критика, роман схожий на «величезний погано відпрацьований пазл, зі шматочків розбитих штампів, використаних іншими ходів та всіма бідностями „класичного“ фентезі».
Філолог-літературознавець та літературний критик Олена Іваницька навпаки «була приємно здивована високим рівнем роману». Іваницька зазначила, що незважаючи на те, що книга Лук'яненка та Перумова відноситься до масової літератури, поряд з багатьма схожими творами, вона на відміну від інших є «якісним зразок цікавого жанру». На думку критика, роман «винахідливий, дотепний, смішний, закручений-заверченний, яскравий, з претензією, не зовсім невиправдану, на філософську підкладку».
У 1999 році роман «Не час для драконів» номінувався на жанрову премію «Мандрівника» «Мечі» в номінації «Меч у камені» за найкращий твір у жанрі казкової фантастики.

## Адаптації
У 2005 році з'явилася інформація, що студія «Новий російський серіал» займеться екранізацією роману, зробивши до весни 2007 року шестисерійний телефільм, режисером якого виступить Ілля Макаров. На початку 2006 року в інтерв'ю Лук'яненко підтвердив, що за мотивами книги запланований телесеріал. Згодом Перумов, відповідаячи на запитання шанувальників, заявив, що «процес застопорився і не рухається з місця». Екранізація так і не відбулася.

### Аудіокнига
У 2007 році московським аудіо-видавництвом «Аудіокнига», який входить до холдингу «Видавнича група АСТ», в серії «Наша фантастика» була випущена аудіокнига «Не час для драконів». Запис тривалістю 18 годин вийшов на двох CD. Текст читає Юрій Лазарєв. У рецензії для журналу «Мир фантастики» Дмитро Злотницький зазначив, що «аудіоверсія книги, виявилася нітрохи не гірше першоджерела».

### Гра
За мотивами роману в 2007 році компанією «1С» була випущена комп'ютерна рольова гра «Не час для драконів». Розробкою гри займалися компанії «Arise» і «KranX Productions». У рецензії для журналу «Мир фантастики» Микола Пегасов зазначив просторий чарівно-технологічний Серединний світ та свободу подорожей в грі, що включає безліч локацій, лісів і поселень. Згідно жанру, присутні персонажі, які дають завдання, а також полюють за гравцем. Олександр Куляєв в рецензії для журналу «Мир фантастики» відзначив «сильну рольову складову та хороший екшен». Для більшої частини завдань існує можливість їх виконання різними способами. Однак, на думку Пегасова, інтелект неігрових персонажів не був опрацьваний належним чином.
Олександр Куляєв відзначив, що гравцеві належить виступити в ролі головного героя роману — Віктора, до якого поступово приєднаються інші персонажі книги. У той же час, Пегасов підкреслив, що в рольовій системі гри гравцеві потрібно буде керувати відразу ж загоном. Всі члени загону отримують досвід, однак, відсутня можливість вибрати напрямок розвитку для персонажів, окрім Віктора. Бій в грі відбувається в режимі реального часу з можливістю використання тактичної паузи. Куляєв охарактеризував його, як «сплав красивих екшен-орієнтованих сутичок та роздумливої тактики».
Сценарій гри повторює сюжет роману й супроводжується прямими цитатами звідти. Куляєв зазначив, що «розробники вирішили дати гравцеві можливість відвідати всі більш-менш значущі місця Серединного світу, згадані в першоджерелі». Світлана Карачарова звернула увагу на «можливість взяти участь в ключових сценах оригінального твору». У той же час, Пегасов відзначив «дурні сторонні завдання», які не вписуються у вихідний сюжет. Текстові діалоги гри не озвучені, графіка, на думку Пегасова, слабка, а пейзажі — похмурі. Стиль художників «абсолютно не відповідає атмосфері книги».